# Christel Fechner
Christel Fechner (Kortrijk, 25 juni 1964) is een Belgische voormalige zwemster. Haar favoriete slag was de wisselslag. Zij nam eenmaal deel aan de Olympische Spelen, maar kon daarbij de finale niet halen. Zij behaalde één Belgische titel.

## Loopbaan
Fechner is de dochter van een Duitse vader en een Vlaamse moeder. Ze werd in 1980 voor het eerst Belgisch kampioene op de 400 m wisselslag. Ze kon zich dat jaar op dat nummer ook plaatsen voor de Olympische Spelen van Moskou. Ze werd negende in de kwalificaties.
In 1981 trok ze naar Californië om te trainen. Dit bleek geen succes want ze verloor enkele kg spieren. De Europese kampioenschappen in Split waren geen succes en ze besloot op 17-jarige leeftijd te stoppen met zwemmen.

## Belgische kampioenschappen
Langebaan
| Onderdeel        | Jaar |
| ---------------- | ---- |
| 400 m wisselslag | 1980 |

## Belgische records

### 200 meter wisselslag
Langebaan
| Prestatie | Datum        | Plaats   |
| --------- | ------------ | -------- |
| 2.23,90   | 2 maart 1980 | Oostende |

### 400 meter wisselslag
Langebaan
| Prestatie | Datum           | Plaats   |
| --------- | --------------- | -------- |
| 5.00,60   | 27 januari 1980 | Oostende |
| 4.56,94   | 26 juli 1980    | Moskou   |